# Tres mujeres en la hoguera
Tres mujeres en la hoguera (hrv. Tri žene na lomači/krijesu) meksički je film iz 1976./1977.; triler i drama s erotskim elementima. Redatelj je Abel Salazar, čiji je pomoćnik bio Manuel Muñoz. Adalberto López je bio scenograf.
Film je smatran dosta skandaloznim zbog prikaza ženske homoseksualnosti i senzualnog plesa glumice Maritze Olivares.

## Radnja
Bogati Alex (Rogelio Guerra) je oženjen Mané (Pilar Pellicer); njihov je brak vrsta "otvorene veze". Zajedno u svoju vilu pozovu svoju prijateljicu Gloriju (Maricruz Olivier), koja ne dolazi sama, već u pratnji svoje mlade ljubavnice zvane Susy (Maritza Olivares), koja je prije bila prostitutka, a koja, nakon što dođe u vilu, postane očarana šarmantnim Alexom.
Dok Susy postaje Alexu ljubavnica, Mané priznaje Gloriji da je i ona lezbijka te da se udala za Alexa zbog ogovaranja homofobnih ljudi.
Jednog od gostiju na zabavi u vili glumi Carlos Bravo y Fernández, dok slugu Flavija glumi Enrique Muñoz.
Na kraju filma se pojavljuje i poznata pjevačica-glumica Daniela Romo kao Peggy, koja će postati Alexu nova seksualna robinja.

## Poveznice
- Lezbijski feminizam

## Vanjske poveznice
- Memory of love - tres mujeres en la hoguera MIX